# Philip K. Hitti
Philip Khuri Hitti (ur. 1886, zm. 1978), urodzony w Szimlan, w rządzonej przez Turków osmańskich Syrii (ob. Liban), Libańczyk, maronita, pionier arabistyki w Stanach Zjednoczonych. 

## Życiorys
Hitti kształcił się w szkole misyjnej prowadzonej przez prezbiterian z USA w Suk al-Gharb a następnie na Uniwersytecie Amerykańskim w Bejrucie, który ukończył w 1908. Początkowo wykładał na tejże uczelni, następnie w Columbia University, gdzie specjalizował się w semitystyce i w 1915 uzyskał doktorat. Po I wojnie światowej powrócił na Amerykański Uniwersytet w Bejrucie, gdzie wykładał do 1926. W lutym 1926 zaproponowano mu objęcie katedry w Princeton University, gdzie pozostał do 1954. Był jednocześnie profesorem semitystyki oraz dziekanem Wydziału Języków Orientalnych. Przeszedłszy oficjalnie na emeryturę prowadził zajęcia na Uniwersytecie Harvarda. Jednocześnie wykładał na letnich kursach na University of Utah oraz George Washington University w Waszyngtonie. Działał również na University of Minnesota. 
Przed Anglo-Amerykańskim Komitetem Śledczym ds. Palestyny zeznał: "W historii nie ma czegoś takiego, jak Palestyna. Zdecydowanie nie."
W 1945 był doradcą delegacji arabskiej na Konferencji w San Francisco, na której utworzono ONZ.

## Wybrane publikacje
- History of the Arabs
- The Syrians in America (Syryjczycy w Ameryce) (1924)
- The origins of the Druze people and religion: with extracts from their sacred writings (Początki społeczności i wyznania druzów wraz z fragmentami ich świętych tekstów) (1928)
- Kitab al-I'tibar|An Arab-Syrian Gentlemen in the Period of the Crusades: Memoirs of Usamah ibn-Munqidh (Szlachetnie urodzony Arab z Syrii w okresie wypraw krzyżowych: pamiętniki Usamy Ibn Munkiza) (1929)
- History of Syria: including Lebanon and Palestine (Historia Syrii z uwzględnieniem Libanu i Palestyny) (1957)
- The Arabs (Arabowie) (1960)
- Lebanon in History (Liban w historii) (1967)
- Makers of Arab History (Autorzy dziejów Arabów) (1968)
- The Near East in History (Bliski Wschód w historii) (1961)
- Islam and the West (Islam a Zachód) (1962)
- Islam: A Way of Life (Islam: sposób na życie) (1970)
- Capital cities of Arab Islam (Stolice świata arabsko-muzułmańskiego) (1973)

## Publikacje w języku polskim
- Dzieje Arabów, przeł. Wojciech Dembski, Maria Skuratowicz, Edward Szymański, Warszawa: Państwowe Wydawnictwo Naukowe 1969.